# آنا تورنر
آنا تورنر (بالإنجليزية: Anna Turner)‏ هي مقدمة برامج إذاعية ومنتجة أسطوانات وملحنة أمريكية، ولدت في 1944 في مقاطعة سان ماتيو في الولايات المتحدة، وتوفيت في 27 أغسطس 1996 في مقاطعة مارين في الولايات المتحدة.

## وصلات خارجية
- آنا تورنر على موقع ميوزك برينز (الإنجليزية)
- آنا تورنر على موقع أول ميوزيك (الإنجليزية)
- آنا تورنر على موقع ديسكوغز (الإنجليزية)